# Étienne V (roi de Hongrie)
Pour les articles homonymes, voir Étienne et Étienne V.
Étienne V Árpád de Hongrie (1239-1272) est le fils de Béla IV de Hongrie et de la princesse grecque byzantine Marie Lascaris. Il fut roi de Hongrie de 1270 à 1272.

## Hériter et roi
Il est fait duc de Transylvanie en 1257. Après avoir revêtu pendant une courte période la dignité de duc de Styrie, il gouverne de nouveau la Transylvanie de 1260 à 1270. En 1262-1263, au terme de l'accord de Pozsony, son père Béla IV ne conserve que la moitié occidentale du royaume, la partie orientale tombe sous l'autorité d'Étienne qui prend le titre de iunior rex Hungarie. Malgré cet accord, la guerre entre les deux rois recommence rapidement et, après quelques succès initiaux, le parti de Béla IV est vaincu et Étienne remporte la bataille décisive début mars 1265 à Isaszeg. L'armistice est signé en mars 1266 sur l'île aux Lièvres (actuelle île Sainte-Marguerite à Budapest). Les deux partis s'engagent au respect mutuel de leurs droits et à la restitution des biens indûment détenus.
Seul roi après le décès de son père, Étienne V meurt dès le 6 août 1272 sur l'île Csepel. Il est inhumé dans l'abbaye dominicaine de l'île aux Lièvres auprès de sa sœur Marguerite.

## Union et postérité
Étienne V avait épousé une fille de Köten, khan des Coumans réfugiés en Hongrie pour fuir les Mongols, qui fut baptisée sous le nom d'Élisabeth dont il eut :
- Élisabeth (1255-1313) épouse Zavis de Falkenstein, exécuté en 1290, puis Stefan Uroš II Milutin ;
- Catherine (1256 - après 1314) épouse d'Étienne Dragutin ;
- Marie (1257-1323) épouse de Charles II de Naples ;
- Anne (1260-1281) épouse d'Andronic II ;
- Ladislas IV de Hongrie ;
- André (1268 mort 1288) duc de Slavonie.